# Joanna Lewerentz
Joanna Solveig Elisabeth Lewerentz Lundgren, född 19 november 1992 i Norrtälje, är en svensk politiker (moderat). Hon är riksdagsledamot (statsrådsersättare) sedan 2024, invald för Stockholms läns valkrets.
Lewerentz kandiderade i riksdagsvalet 2022 och blev ersättare. Hon var tjänstgörande ersättare i riksdagen för Josefin Malmqvist under perioden 30 januari–21 maj 2023. Hon tjänstgjorde sedan återigen som ersättare från 22 april 2024, och sedan 6 september 2024 är hon statsrådsersättare för Niklas Wykman. I riksdagen är Lewerentz suppleant i miljö- och jordbruksutskottet.